# Čedžu (otok)
Otok Čedžu (Jeju/korejsko 제주도; hanja: 濟州島; RR: Jejudo; IPA: [tɕeːdʑudo]) je največji otok v Južni Koreji, ki pokriva 1833,2 km2, kar predstavlja 1,83 % celotne površine države. Poleg oddaljenih otokov je del province Čedžu in predstavlja večino province.
Otok leži v Korejskem prelivu, 82,8 km južno od najbližje točke na Korejskega polotoka. Prebivalci Čedžuja so avtohtoni prebivalci otoka, sodobni ljudje pa ga naseljujejo že od zgodnjega neolitika. Jezik čedžu UNESCO uvršča med kritično ogrožene. Je tudi ena od regij Koreje, kjer je šamanizem najbolj ohranjen.
Otok Čedžu ima ovalno obliko in se razteza 73 km od vzhoda proti zahodu in 31 km od severa proti jugu, z blagim naklonom okoli Hallasana v središču. Dolžina glavne ceste je 181 km, obala pa 258 km. Na severnem koncu otoka je plaža Gimnjong, na južnem koncu gora Songak, na zahodnem koncu vrh Suvol in na vzhodnem koncu Songsan Ilčulbong.
Otok je nastal z izbruhom podmorskega vulkana pred približno dvema milijonoma let. Na njem je naravni spomenik svetovne dediščine, vulkanski otok Čedžu in lavni tuneli. Otok Čedžu ima subtropsko podnebje; tudi pozimi temperatura redko pade pod 0 °C. Je priljubljena počitniška destinacija, precejšen del gospodarstva pa je odvisen od turizma in z njim povezane gospodarske dejavnosti.

## Zgodovinska imena
Otok je bil v preteklosti poimenovan z mnogimi različnimi imeni, vključno z:
- Doi (korejsko 도이; hanja 島夷; otok barbarov)
- Dongyeongju (korejsko 동영주; hanja東瀛州)
- Juho (korejsko 주호; hanja州胡)
- Tammora (korejsko 탐모라; hanja耽牟羅)
- Seomna (korejsko 섭라; hanja涉羅)
- Tangna (korejsko 탁나; hanja乇羅)
- Tamna (korejsko 탐나; hanja耽羅)
- Quelpart,[7][8][9] Quelparte[10] ali Quelpaert Island[11]
- Junweonhado (korejsko 준원하도; hanja준원下島; kar pomeni 'južni del polotoka')
- Taekseungnido ({{langx|ko|택승니도; kar pomeni 'mirni vroči otok v Čosonu')
- Samdado (korejsko 삼다도; hanja三多島; kar pomeni 'Otok treh obilja')[12]
- Sammudo (korejsko 삼무도; hanja三無島)
- Čedžu (črkovanje do 7. julija 2000)

Pred japonsko aneksijo leta 1910 je bil otok med Evropejci običajno znan kot Quelpart (Quelpaërt, Quelpaert); med okupacijo je bil znan pod japonskim imenom Saišū. Ime Quelpart, ki izvira iz francoščine, je v nizozemščini potrjeno najkasneje leta 1648 in je morda označevalo prvo nizozemsko ladjo, ki je opazila otok, quelpaert de Brack okoli leta 1642, oziroma neko vizualno podobnost otoka iz nekega kota s tovrstnimi ladjami (majhna odpremna ladja, imenovana tudi galiot).
Prvi evropski raziskovalci, ki so opazili otok, Portugalci, so ga poimenovali Ilha de Ladrones (Otok tatov).
Ime otok Fungma se pojavlja v Atlasu Kitajske M. Martinija, ki je na Kitajsko prispel kot misijonar leta 1655.

## Zgodovina
Otok Čedžu so sodobni ljudje naseljevali že od zgodnjega neolitika. O ustanovitvi ali zgodnji zgodovini Tamne ni odkritih zgodovinskih zapisov. Ena legenda pravi, da so trije božanski ustanovitelji države – Go (고), Jang (양) in Bu (부) – v 24. stoletju pred našim štetjem prišli iz treh lukenj v zemlji. Te luknje, znane kot Samsonghjol (korejsko 삼성혈), so še vedno ohranjene v mestu Čedžu. Do leta 938 n. št. je bil otok neodvisno kraljestvo, imenovano Tamna (kar pomeni »otoška država«), ko je postalo vazalna država Koreje pod dinastijo Gorjo. Aprila 1330, sredi političnih čistk dinastije Juan, je bil Toghon Temür poslan v izgnanstvo na ta oddaljeni otok, ki je bil takrat del vazalnega korejskega Gorja. Leta 1404 je Tedžong iz dinastije Čoson postavil otok pod trdno centralno oblast in končal kraljestvo Tamna.
Od aprila 1948 do maja 1949 je bil to kraj vstaje na otoku Čedžu, med katero je bilo ubitih približno 30.000 ljudi, 40.000 pa jih je pobegnilo na Japonsko. Delavska stranka Južne Koreje (WPSK) je aprila 1948 sprožila upor proti vladi, ki ga je brutalno zatrl južnokorejski režim Singman Rheja, ki so ga podpirale ZDA. Leta 2003 je Nacionalni odbor za preiskavo resnice o incidentu na otoku 3. aprila dogodek opisal kot genocid. Komisija je potrdila, da je bilo med vstajo ubitih 14.373 ljudi, 86 % s strani varnostnih sil in 14 % s strani upornikov. Komisija je ocenila skupno število smrtnih žrtev na približno 30.000. Drugi viri ocenjujejo višje število, od 80.000 do 100.000 ubitih. Omenjanje vstaje je južnokorejska vlada do sredine 1990-ih kaznovala s pretepanjem, mučenjem in strogimi zapornimi kaznimi, nakar je končno priznala, da se je vstaja na otoku Čedžu zgodila.

## Pokrajina
Čedžu je vulkanski otok, na katerem prevladuje Hallasan: vulkan, visok 1947 metrov, ki je najvišja gora v Južni Koreji. Otok meri približno 73 kilometrov v širino od vzhoda do zahoda in 41 kilometrov od severa do juga. Na otoku je tudi približno 360 oreumov: majhnih ugaslih vulkanov ali parazitskih stožcev. Mnogi od teh so danes priljubljene turistične znamenitosti, kot so Gomunorum, Jongnuni Oreum, in Geum Oreum.
Otok je nastal zaradi vulkanskih izbruhov pred približno dvema milijonoma let, v pleistocenu.Sestavljen je predvsem iz bazalta in lave.
Območje, ki pokriva približno 12 % (224 kvadratnih kilometrov) otoka Čedžu, se imenuje gotjaval, kar je lokalni izraz za gozdove. To območje je ostalo neobdelano do 21. stoletja, saj je njegova osnova iz lave 'a'a oteževala razvoj kmetijstva. Ker je ta gozd tako dolgo ostal nedotaknjen, ima edinstveno ekologijo.
Gozd je glavni vir podtalnice in s tem glavni vir vode za pol milijona prebivalcev otoka, saj deževnica prodira neposredno v vodonosnik skozi razpoke lave 'a'a pod gozdom. Gozd Gotjaval nekateri raziskovalci v skladu z Ramsarsko konvencijo štejejo za mednarodno pomembno mokrišče, ker je habitat edinstvenih vrst rastlin in glavni vir vode za prebivalce, čeprav do danes še ni bil razglašen za ramsarsko območje.
- Bengnokdam v Hallasan
- Gore na otoku
- Klifi Daepo Džusangdžoli
- Sanbangsan
- Songsan Ilčulbong
- Sopdžikoji (섭지코지)
- Slap Džongbang
- Pogled na tempelj Bomunsa
- Slap Čondžijon v Sogvipo
- Otoška vulkanska bazaltna kamnina se je tradicionalno uporabljala kot gradbeni material
- Nogometni stadion na otoku Čedžu

## Nastanek
- Pred približno 2 milijonoma let je otok Čedžu nastal zaradi vulkanske aktivnosti.
- Pred približno 1,2 milijona let se je pod morskim dnom oblikovala magmatska komora, ki je začela bruhati.
- Pred približno 700 tisoč leti je otok nastal zaradi vulkanske aktivnosti. Vulkanska aktivnost se je nato ustavila za približno 100 tisoč let.
- Pred približno 300 tisoč leti se je vulkanska aktivnost vzdolž obale ponovno začela.
- Pred približno 100 tisoč leti je vulkanska aktivnost oblikovala goro Hallasan.
- Pred približno 25 tisoč leti so stranski izbruhi okoli gore Hallasan pustili več oreumov (manjših 'parazitskih' stožcev na bokih primarnega stožca).
- Vulkanska aktivnost, ki se je ustavila, ter dolgotrajno preperevanje in erozija so pomagali oblikovati otok.

## Podnebje
Večina otoka Čedžu ima vlažno subtropsko podnebje (Cfa po Köppnovi podnebni klasifikaciji). Na otoku so štirje različni letni časi: zime so hladne z zmernimi padavinami, poletja pa vroča in vlažna z zelo veliko padavinami.
Mesto Čedžu, severni del otoka, je pozimi zaradi vpliva celinskih sezonskih vetrov običajno hladnejše od južnega dela. Gosan-ri, ki je na zahodni strani otoka, ima najnižjo letno povprečno količino padavin na otoku. Vendar pa so za razliko od večine delov celinske Koreje sezonske padavine v Gosan-riju enakomerno porazdeljene. Otoki Čuja, ki pripadajo mestu Čedžu, so arhipelag med celinsko Korejo in otokom Čedžu ter imajo prav tako vlažno subtropsko podnebje (Cfa).